# Pak Csongu (labdarúgó, 1989)
Pak Csongu (hangul: 박종우, handzsa: 朴鍾佑, RR: Park Jong-woo; Szongnam, 1989. március 10. –) dél-koreai válogatott labdarúgó, jelenleg az Emirates Club játékosa.

## Pályafutása
A 2013-as Kelet-ázsiai labdarúgó-bajnokságon bronzérmesek lettek a válogatottal, valamint a 2014-es labdarúgó-világbajnokságon is tagja volt a keretnek. A Dél-koreai U23-as labdarúgó-válogatott tagjaként a 2012-es Olimpián részt vett és bronzérmesek lettek.

## Sikerei, díjai
- Al Jazira
  - Egyesült arab emírségekbeli bajnok: 2016–17
  - Egyesült arab emírségekbeli kupa: 2016

## Külső hivatkozások
- Pak Csongu profilja a Transfermarkt oldalán (angolul)
- Pak Csongu adatlapja a Soccerway oldalon (angolul)